# Краная (остров)
Крана́я (греч. Κραναή), Марафониси (Μαραθονήσι) — остров в Греции, в западной части залива Лаконикоса напротив Йитиона у восточного побережья полуострова Мани в Лаконии. Относится к общине Анатолики-Мани в периферийной единице Лаконии в периферии Пелопоннес.
Название Краная происходит от др.-греч. κρᾰναός «твёрдый, каменистый, скалистый, обрывистый». Название Марафониси происходит от μάραθος «фенхель», растения, которое растёт на острове.
Гомер рассказывает, что похитив Елену Прекрасную, Парис впервые сочетался с ней на этом острове. Павсаний упоминает остров.
В 1829 году маниоты построили на острове башню Цанетакиса. В 1873 году построен 23-метровый маяк из камня с мыса Тенарона. В 1898 году остров соединён с материком дамбой.
На острове есть церковь Айос-Петрос (Святого Петра).
- Башня Цанетакиса на острове Кранае
- Маяк на острове Кранае